# José Frederico do Casal Ribeiro
José Frederico do Casal Ribeiro (Lisboa, 28 de Abril de 1851 - Lisboa, 31 de Julho de 1907), 2º Conde de Casal Ribeiro, filho de José Maria do Casal Ribeiro, foi um político e advogado português, do fim da Monarquia.
Foi governador-civil de Braga nomeado em Novembro de 1890 e exonerado em Junho de 1891. Hintze Ribeiro faleceu de insolação no seu funeral.